# Richard Sachs (Maler, 1875)
Richard Sachs (* 9. Januar 1875 in Plauen, Königreich Sachsen, Deutsches Kaiserreich; † 4. Dezember 1946 im Speziallager Jamlitz, Sowjetische Besatzungszone) war ein deutscher Landschaftsmaler und Musterentwerfer.

## Leben und Werk
Sachs besuchte bis 1892 die Königliche Industrieschule in Plauen. Es folgte eine Zeit der Wanderung durch Bayern und Tirol, während der er auch eine Zeit lang als Klostermaler in Trient arbeitete. Er war ab 1905 freischaffend in einem von ihm gegründeten Musterzeichenatelier im 7 km nordöstlich von Plauen gelegenen Jocketa (heute Ortsteil der Gemeinde Pöhl) tätig. Von seinen Söhnen Adolf, Hans (1904–1944) und Horst (1919–1941) war Hans – als Schüler der Plauener Kunstschule und seines Vaters – bis zu seinem Kriegstod auch als Maler tätig. Sachs war Mitglied der Malergruppe Vogtland und arbeitete zeitweise als Lehrer an der Plauener Kunst- und Gewerbeschule.
Sein künstlerischer Nachlass besteht überwiegend aus minimal pastoser, impressionistischer Landschaftsmalerei mit Motiven seiner unmittelbaren vogtländischen Heimat, welche – wegen des Talsperrenbaus Pöhl von 1958 bis 1964 – auch viele längst verschwundene Ansichten enthalten.
Wegen seiner politischen Einstellung war Sachs von 1945 bis 1946 in Bautzen interniert, bevor er nach seiner Verlegung ins Speziallager Jamlitz, auch aufgrund seines fortgeschrittenen Alters, den dortigen unmenschlichen Haftbedingungen zum Opfer fiel. In seiner Heimatgemeinde Pöhl wurde die Richard-Sachs-Straße nach ihm benannt.

## Werke (Auswahl)
- 1907: Erntelandschaft,[6] Öl auf Leinwand, ca. 94,5 × 100,5 cm
- 1911: In einem kühlen Grunde,[7] Öl auf Leinwand, ca. 64 × 72,5 cm
- 1926: Heugarben,[7] Öl auf Karton, 29 × 40 cm
- 1926: Vogtländische Abendlandschaft,[4] Öl auf Karton, ca. 40,7 × 50,6 cm
- um 1930: Blick auf den Kemmler bei Plauen,[7] Öl auf Karton, ca. 50 × 60 cm
- um 1930: Spätsommerliche Vogtlandlandschaft,[7] Öl auf Leinwand, ca. 60 × 80 cm
- 1933: Kleiner Wannsee,[7][6] Feder in Schwarz und Gouache auf Karton, 26,5 × 37 cm

## Ausstellungen
- 1902: erste eigene Ausstellung in Plauen
- 1944: Beschickung der Großen Deutschen Kunstausstellung in München